# NHK Trophy de 1992
NHK Trophy de 1992 foi a décima terceira edição do NHK Trophy, um evento anual de patinação artística no gelo organizado pela Federação Japonesa de Patinação (em japonês:  日本スケート連盟). A competição foi disputada na cidade de Tóquio, Japão.

## Eventos
- Individual masculino
- Individual feminino
- Duplas
- Dança no gelo

## Medalhistas
| Evento                        | Ouro                                      | Prata                                        | Bronze                                         |
| Individual masculino detalhes | Philippe Candeloro · França               | Elvis Stojko · Canadá                        | Alexei Urmanov · Rússia                        |
| Individual feminino detalhes  | Surya Bonaly · França                     | Kumiko Koiwai · Japão                        | Yuka Sato · Japão                              |
| Duplas detalhes               | Evgenia Shishkova · Vadim Naumov · Rússia | Marina Eltsova · Andrei Bushkov · Rússia     | Calla Urbanski · Rocky Marvel · Estados Unidos |
| Dança no gelo detalhes        | Maya Usova · Alexander Zhulin · Rússia    | Anjelika Krylova · Vladimir Fedorov · Rússia | Sophie Moniotte · Pascal Lavanchy · França     |

## Resultados

### Individual masculino
| Pos.              | Nome               | Nacionalidade   | Pontos | PC | PL |
| ----------------- | ------------------ | --------------- | ------ | -- | -- |
| Medalha de ouro   | Philippe Candeloro | França          | 2.0    | 2  | 1  |
| Medalha de prata  | Elvis Stojko       | Canadá          | 3.5    | 3  | 2  |
| Medalha de bronze | Alexei Urmanov     | Rússia          | 5.5    | 1  | 5  |
| 4                 | Jung Sung Il       | Coreia do Sul   | 6.0    | 6  | 3  |
| 5                 | Aren Nielsen       | Estados Unidos  | 7.5    | 7  | 4  |
| 6                 | Masakazu Kagiyama  | Japão           | 8.0    | 4  | 6  |
| 7                 | Konstantin Kostin  | Letônia         | 9.5    | 5  | 7  |
| 8                 | Liu Yueming        | China           | 12.5   | 9  | 8  |
| 9                 | Tomoaki Yoyama     | Japão           | 13.0   | 8  | 9  |
| 10                | David Liu          | Taipé Chinesa   | 16.0   | 10 | 11 |
| 11                | Craig Heath        | Estados Unidos  | 16.5   | 13 | 10 |
| 12                | Kim Chol Sung      | Coreia do Norte | 18.0   | 12 | 12 |
| WD                | Vasili Eremenko    | Ucrânia         | —      | 11 | WD |

### Individual feminino
| Pos.              | Nome               | Nacionalidade   | Pontos | PC | PL |
| ----------------- | ------------------ | --------------- | ------ | -- | -- |
| Medalha de ouro   | Surya Bonaly       | França          | 3.5    | 5  | 1  |
| Medalha de prata  | Kumiko Koiwai      | Japão           | 4.0    | 2  | 3  |
| Medalha de bronze | Yuka Sato          | Japão           | 6.5    | 1  | 6  |
| 4                 | Lu Chen            | China           | 7.0    | 10 | 2  |
| 5                 | Maria Butyrskaya   | Rússia          | 7.0    | 4  | 5  |
| 6                 | Alice Sue Claeys   | Bélgica         | 8.0    | 8  | 4  |
| 7                 | Olga Markova       | Rússia          | 11.5   | 3  | 10 |
| 8                 | Kyoko Ina          | Estados Unidos  | 12.0   | 6  | 9  |
| 9                 | Josée Chouinard    | Canadá          | 12.5   | 11 | 7  |
| 10                | Lisa Ervin         | Estados Unidos  | 12.5   | 9  | 8  |
| 11                | Rena Inoue         | Japão           | 14.5   | 7  | 11 |
| 12                | Junko Yaginuma     | Japão           | 18.0   | 12 | 12 |
| 13                | Liudmila Ivanova   | Ucrânia         | 19.5   | 13 | 13 |
| 14                | Song Hui Li        | Coreia do Norte | 21.0   | 14 | 14 |
| 15                | Lily Lyoonjung Lee | Coreia do Sul   | 22.5   | 15 | 15 |

### Duplas
| Pos.              | Nome                                    | Nacionalidade  | Pontos | PC | PL |
| ----------------- | --------------------------------------- | -------------- | ------ | -- | -- |
| Medalha de ouro   | Evgenia Shishkova / Vadim Naumov        | Rússia         | 1.5    | 1  | 1  |
| Medalha de prata  | Marina Eltsova / Andrei Bushkov         | Rússia         | 3.0    | 2  | 2  |
| Medalha de bronze | Calla Urbanski / Rocky Marvel           | Estados Unidos | 5.0    | 4  | 3  |
| 4                 | Isabelle Brasseur / Lloyd Eisler        | Canadá         | 5.5    | 3  | 4  |
| 5                 | Svetlana Pristav / Viacheslav Tkachenko | Ucrânia        | 7.5    | 5  | 5  |
| 6                 | Tracey Damigella / Doug Williams        | Estados Unidos | 9.0    | 6  | 6  |

### Dança no gelo
| Pos.              | Nome                                      | Nacionalidade   | Pontos | DC1 | DC2 | DO | DL |
| ----------------- | ----------------------------------------- | --------------- | ------ | --- | --- | -- | -- |
| Medalha de ouro   | Maya Usova / Alexander Zhulin             | Rússia          | 2.0    | 1   | 1   | 1  | 1  |
| Medalha de prata  | Anjelika Krylova / Vladimir Fedorov       | Rússia          | 4.0    | 2   | 2   | 2  | 2  |
| Medalha de bronze | Sophie Moniotte / Pascal Lavanchy         | França          | 6.4    | 4   | 3   | 3  | 3  |
| 4                 | Irina Romanova / Igor Yaroshenko          | Ucrânia         | 7.6    | 3   | 4   | 4  | 4  |
| 5                 | Elizabeth Punsalan / Jerod Swallow        | Estados Unidos  | 10.6   | 5   | 6   | 6  | 5  |
| 6                 | Penny Mann / Juan Carlos Noria            | Canadá          | 12.0   | 7   | 7   | 7  | 5  |
| 7                 | Tatiana Navka / Samvel Gezalian           | Bielorrússia    | 12.4   | 6   | 5   | 5  | 7  |
| 8                 | Elizabeth Stekolnikova / Dmitri Kazarliga | Cazaquistão     | 16.0   | 8   | 8   | 8  | 8  |
| 9                 | Wendy Millette / Jason Tebo               | Estados Unidos  | 18.0   | 9   | 9   | 9  | 9  |
| 10                | Kayo Shirahata / Hiroshi Tanaka           | Japão           | 20.0   | 10  | 10  | 10 | 10 |
| 11                | Bing Han / Hui Yang                       | China           | 22.0   | 11  | 11  | 11 | 11 |
| 12                | Hye Yong Kim / Sung Chol Chon             | Coreia do Norte | 24.0   | 12  | 12  | 12 | 12 |

## Quadro de medalhas
| Ordem | País           | Medalha de ouro | Medalha de prata | Medalha de bronze |    | Ordem por total |
| ----- | -------------- | --------------- | ---------------- | ----------------- | -- | --------------- |
| 1     | Rússia         | 2               | 2                | 1                 | 5  | 1               |
| 2     | França         | 2               |                  | 1                 | 3  | 2               |
| 3     | Japão          |                 | 1                | 1                 | 2  | 3               |
| 4     | Canadá         |                 | 1                |                   | 1  | 4               |
| 5     | Estados Unidos |                 |                  | 1                 | 1  | 4               |
| TOTAL | TOTAL          | 4               | 4                | 4                 | 12 | —               |